# 王机砮
王机砮（转写：Wangginu），一作王机褚或旺吉努，辉发那拉氏，齐讷根达尔汉之子，首任辉发贝勒。

## 生平
王机褚出身女真豪族之家，其曾祖拉哈、祖父噶哈禅皆为都督。
他兼并邻近诸部，在辉发河畔的扈尔奇山筑城以居，因此国号为“辉发”。辉发山城凭险而造、城有三重、坚固异常。蒙古察哈尔部扎萨克图土门汗曾经亲自率军攻辉发山城，以失败告终。
王机褚有八子：拉丹达尔汉（长子），古禄逊，玛玳，玛纳海哈思瑚，瑚锡布（第八子），其余不详。长子拉丹达尔汉早他而死。王机褚病卒后，拉丹达尔汉之子拜音达里，杀其叔七人，自立为贝勒。

## 家族
- 后代有正黄旗满洲佐領那爾布（讷尔布），是王机砮之孙莽科曾孙，其父罗和，其兄罗多，那爾布承袭世管佐領，乾隆初年去世，其女輝發那喇氏封清高宗继皇后。